# Mika
Mika je žensko osebno ime.

## Izvor imena
Ime Mika je v Sloveniji različica ženskega osebnega imena Mihaela.

## Pogostost imena
Po podatkih Statističnega urada Republike Slovenije je bilo na dan 31. decembra 2007 v Sloveniji število ženskih oseb z imenom Mika: 37.

## Osebni praznik
Osebe z imenom Mika lahko godujejo takrat kot osebe z imenom Mihaela.